# Bătălia de la Sculeni
Bătălia de la Sculeni a avut loc pe 29 iunie 1821 lângă Sculeni, Principatul Moldovei, între forțele otomane ale sultanului Mahmud al II-lea și Eteria greacă condusă de Prințul Gheorghe Cantacuzino. Bătălia a reprezentat represalii otomane la expediția lui Alexandru Ipsilanti în Principatele Dunărene, desfășurându-se zece zile mai târziu după o nouă victorie turcă în bătălia de la Drăgășani. 
După ce otomanii au traversat râul Bahlui, în Iași, la 25 iunie 1821, Cantacuzino și forțele sale, staționate inițial pe partea rusă, a traversat Prutul.

## Desfășurare
Otomanii dispuneau de un potențial militar de aproximativ zece la unu față de greci. Cantacuzino, care a imitat "retragerea lui Ipsilanti" în Imperiul Austriac după Drăgășani, a fugit în Imperiul Rus (Gubernia Basarabia). Cu toate acestea, forțele sale, alcătuite din aproximativ 500 de tineri soldați greci, a decis să rămână și să lupte împotriva trupelor otomane. În timpul luptei, aproximativ un sfert din armata greacă a fugit trecând înot Prutul. Soldații rămași au continuat să lupte până când au fost fie uciși de turci, fie s-au înecat. Rușii, poziționați pe malul opus al râului, au aplaudat tot acest timp curajulul grecilor.

## Urmări
După bătălie, toate revoltele grecești din Principatele Dunărene și în alte zone nordice supuse Imperiului Otoman au încetat. Cu toate acestea, sarcina principală, de a distrage atenția forțele militare otomane semnificative din Balcanii de Nord, pentru zdrobirea inamicului în Grecia, a fost realizată.